# Honmei choko
Honmei choko (japanisch 本命チョコ dt. „Favoriten-Schokolade“) bezeichnet eine spezielle Art von Schokolade, die traditionell in Japan am Valentinstag von Frauen als Geschenk an Männer gegeben wird. Das Gegenstück dazu ist die Giri choko (義理チョコ, „Pflichtschokolade“).

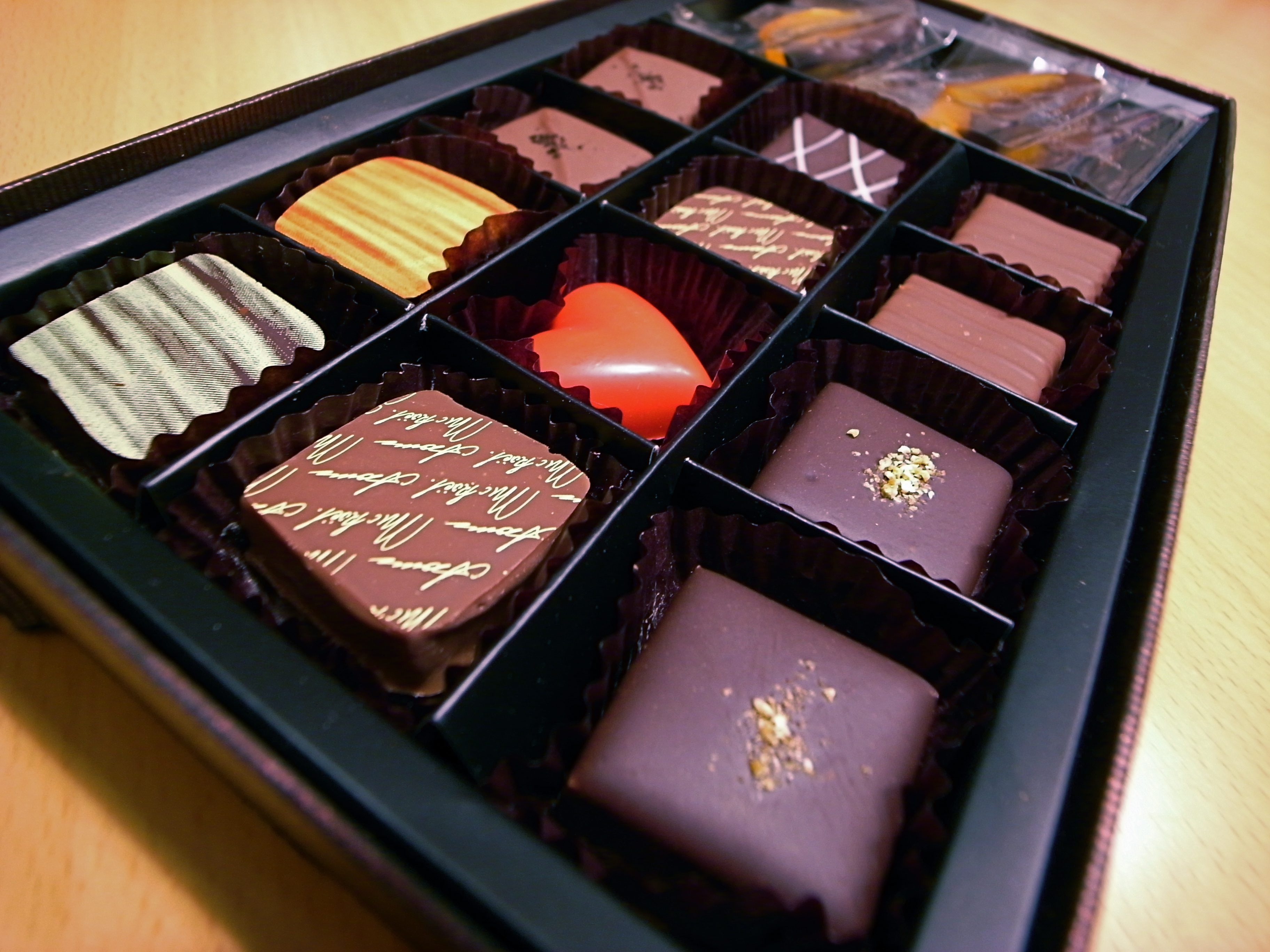
Honmei choko in aufwändiger Darreichungsform

## Ursprünge
In Japan wurde der Valentinstag als Brauchtum aus den USA übernommen und etwa seit den 1930ern ausgeübt. Initial wurde 1936 von der Konditorei Morozoff in Kobe aus PR-Zwecken eine Reklame platziert, um die in Japan wohnenden Ausländer anzusprechen, was sich im Laufe der nächsten Jahrzehnte von einer Nischengruppe zu einer breiteren Masse an Kunden entwickelte. In den 1960ern wurde vom Süßwarenhersteller Morinaga erstmals eine großangelegte Werbekampagne für den Valentinstag in Japan initiiert.
Seit den 1970ern war schließlich der Brauch in vielen Schichten der Gesellschaft angekommen und wurde jährlich am 14. Februar ausgelebt.

## Der Brauch
Am 14. Februar wird von den japanischen Mädchen und Frauen erwartet, dass sie Schokolade oder Pralinen (im besten Falle selbstgemacht) an die Männer ihrer Wahl verschenken. Dabei wird die Honmei choko als oft reich verzierte und aufwendig hergestellte Variante an die Ehemänner, Partner oder auch heimliche Schwärme verschenkt, wohingegen die – qualitativ niedriger einzustufende – Giri choko an nahestehende Freunde, Arbeitskollegen oder Chefs geht. Honmei choko ist nicht immer klar von Giri choko zu unterscheiden, kommt jedoch auch oft in aufwändig verzierter und auffallender Verpackung.
Im Gegenzug liegt es nun – seit etwa 1980 – an den beschenkten Männern, sich bei der Frau zu revanchieren, indem sie am einen Monat später am 14. März stattfindenden White Day ein Gegengeschenk machen – dieses ist oft aus weißer Schokolade gemacht und sollte traditionell etwa dem Dreifachen des Wertes des erhaltenen Geschenks entsprechen. Auch ist in letzter Zeit die Gyaku choko (逆チョコ, „Gegenschokolade“) aufgekommen, die von den beschenkten Männern gleich am Valentinstag als Gegengeschenk an die Frauen übergeben wird.

## Bildergalerie

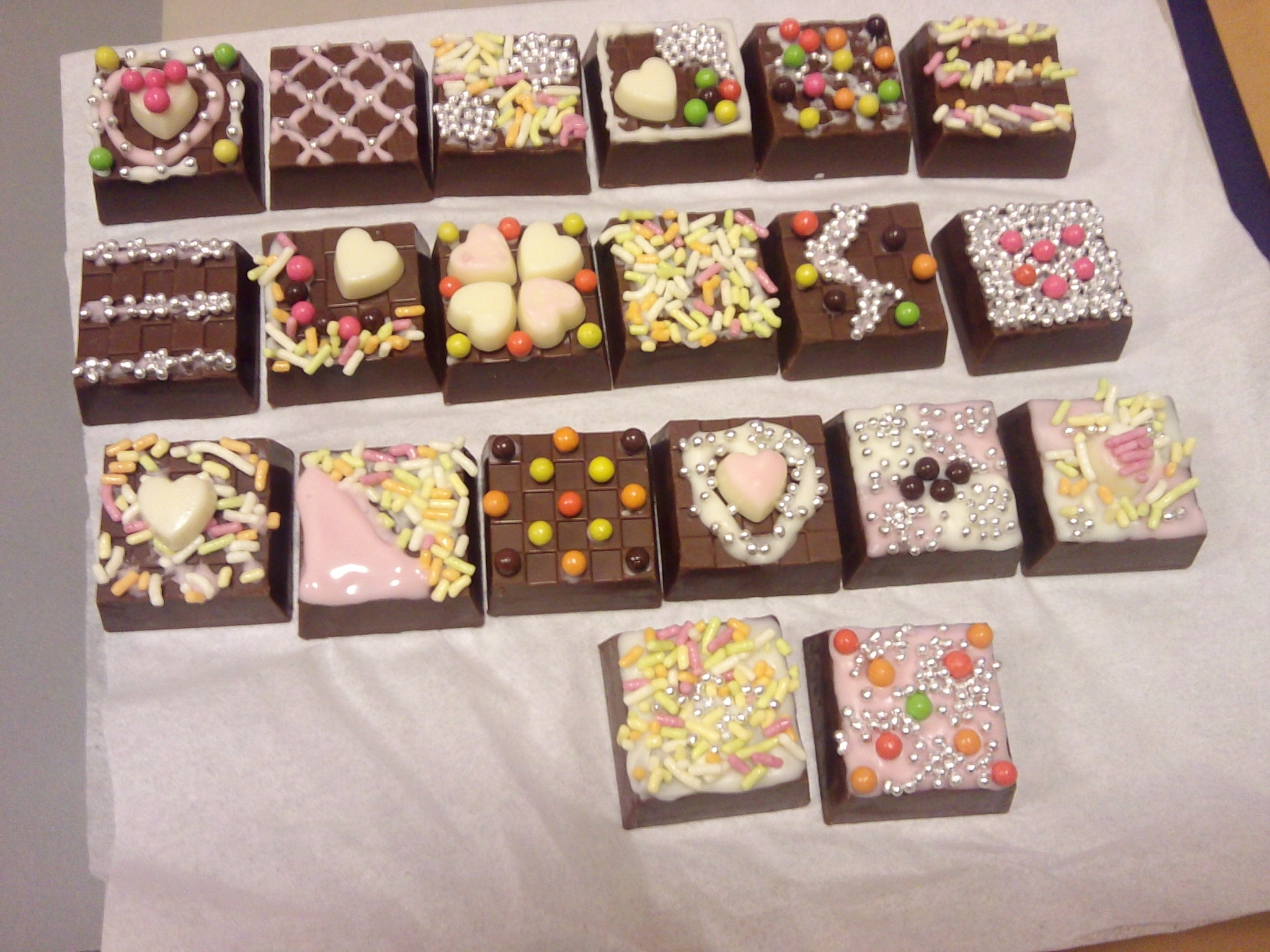
Reich verzierte Honmei choko.
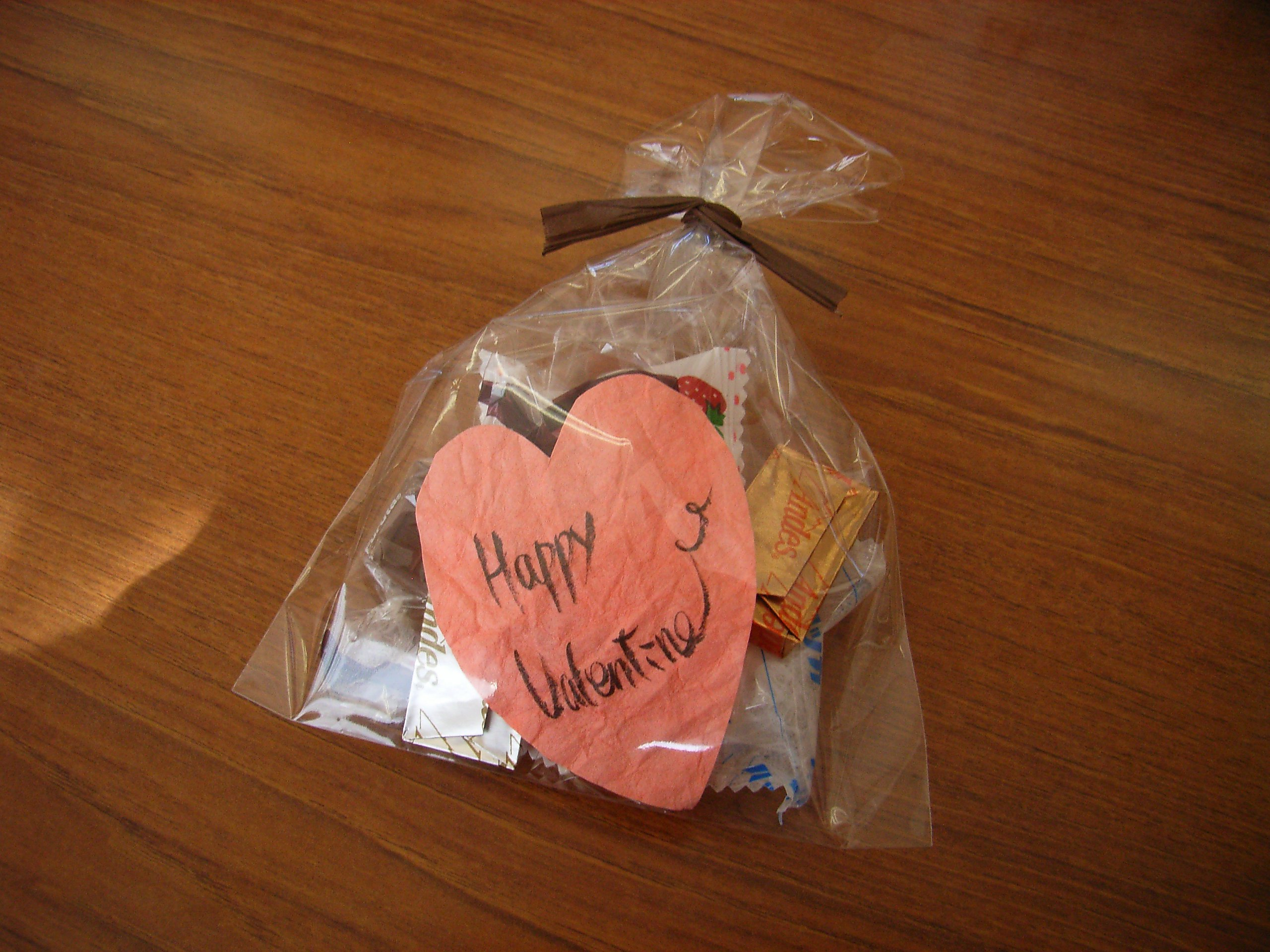
Hier ein Beispiel von Giri choko.